# The Songs of Tony Sly: A Tribute
The Songs of Tony Sly: A Tribute is een tributealbum van verschillende bands en -artiesten om de zanger Tony Sly (van No Use for a Name) te herdenken, die in juli 2012 onverwachts stierf. Het album is uitgegeven door Fat Wreck Chords en de nummers zijn samengesteld door Fat Mike, de oprichter van het label en een vriend van Sly. De opbrengsten van het album werden gedoneerd aan het Tony Sly Memorial Fund. Het album bevat nummers van Sly die worden gespeeld door andere bands en artiesten. Op de muziekdownload-versie van het album staan enkele bonustracks.

## Nummers
1. "Biggest Lie" - Karina Denike - 2:56
2. "AM" - Mad Caddies - 3:25
3. "Soulmate" - Strung Out - 3:19
4. "For Fiona" - Rise Against - 2:37
5. "Let It Slide" - Bad Religion - 1:56
6. "The Shortest Pier" - NOFX - 2:13
7. "On the Outside" - Snuff - 2:52
8. "Homecoming" - The Bouncing Souls - 2:29
9. "Feel Good Song of the Year" - Old Man Markley - 2:54
10. "Discomfort Inn" - Lagwagon - 2:19
11. "Via Munich" - Teenage Bottlerocket - 1:37
12. "Keira" - Frank Turner - 2:15
13. "Pre-Medicated Murder" - Get Dead - 2:15
14. "Devonshire and Crown" - Pennywise - 3:20
15. "Straight from the Jacket" - Alkaline Trio - 2:45
16. "Capo 4th Fret" - The Gaslight Anthem - 2:40
17. "Already Won" - Yellowcard - 2:42
18. "Not Your Savior" - Swingin' Utters - 3:16
19. "Fireball" - The Flatliners - 3:15
20. "Justified Black Eye" - Simple Plan - 2:38
21. "Frances Stewart" - Useless ID - 1:54
22. "On the Outside" - Jon Snodgrass & the Dead Peasants - 3:41
23. "Dark Corner" - American Steel - 3:01
24. "Flying South" - Frenzal Rhomb - 1:52
25. "Toaster in the Bathtub" - Anti-Flag - 2:23
26. "International You Day" - Joey Cape met Scorpios - 4:01

### Bonustracks (download versie)
1. "Via Munich" - Russ Rankin - 1:48
2. "Invincible" - Donots - 2:31
3. "The Answer is Still No" - Brian Wahlstrom - 2:51
4. "Chasing Rainbows" - The Swellers - 3:32
5. "Fatal Flu" - The Holy Mess - 2:15
6. "Coming Too Close" - Miracles - 4:10
7. "International You Day" - Ryan Hardester - 2:55